# Karl K:son Leijonhufvud
Karl Axel Karlsson Leijonhufvud, född 25 juli 1865 på Grönsöö i Kungs-Husby socken i Uppland, död 17 oktober 1952 i Strängnäs stadsförsamling i Södermanland, var en svensk friherre, militär och genealog. Han var son till generallöjtnanten, friherre Carl Viktor Gustafsson Leijonhufvud (1822–1900) och dennes maka och kusin Eleonora Carolina Sofia, född Leijonhufvud (1828–1919).

## Biografi
Karl K:son Leijonhufvud var kapten vid Södermanlands regemente 1904–1930. Åren 1899–1906 utgav han "Svensk adelskalender", vad gäller uppställningen med mera en konkurrent till den etablerade och av Gabriel Anrep utgivna Sveriges Ridderskap och Adels kalender. Han utgav också, till en början tillsammans med sin bror Gustaf C:son Leijonhufvud, Ny svensk släktbok (1901–1906), som i form av ättartavlor presenterade ett stort antal borgerliga svenska släkter. Leijonhufvud var drivande kraft i Södermanlands hembygdsförbund och var 1927–1931 redaktör för dess årsbok Sörmlandsbygden. Han utgav Kungl Södermanlands regementes historia 1–3 (1914–1919) och åtskillig genealogisk litteratur.

## Utmärkelser
- Riddare av Svärdsorden, 1 december 1907.[6]